# 中南大学出版社
中南大学出版社是中华人民共和国的一家出版社，前身是成立于1985年6月的中南工业大学出版社，社址位于湖南省长沙市，由中华人民共和国教育部主管，中南大学主办。